# Sophie Rouvier
Sophie Rouvier, longtemps connue sous le nom Sophie Henrionnet, née en 1978 à Châlons-en-Champagne, est une romancière française. En 2022 elle reprend son nom de jeune fille Rouvier en arrivant aux éditions Fayard et aux éditions du Livre de Poche.

## Biographie
Sophie Henrionnet-Rouvier publie son premier roman, Drôle de karma ! en 2014. Il s'agit d'une comédie d'aventure de type Chick lit relatant les péripéties de Joséphine, une trentenaire parisienne qui se retrouve propulsée en Angleterre. « Inspiré de littérature anglo-saxonne, avec sa dose de burlesque et d'humour cynique », le livre est « un mélange entre Bridget Jones, James Bond et un délire sous champignons hallucinogènes ».
En littérature générale, son deuxième roman, Vous prendrez bien un dessert ?, relate l'histoire de la famille Labarre se réunissant pour fêter Noël ainsi que les 90 ans du patriarche dans un chalet des Alpes. Ce huis clos est « un savoureux festin de famille », sorte de « Festen revu et corrigé par Étienne Chatiliez » ou encore le « fils des célèbres Nouveaux Monstres italiens » pour Grégoire Delacourt. Vous prendrez bien un dessert ? a été récompensé du « prix du livre C.E 38 » en 2016.
En 2015 sort M comme...maman a bien mérité un petit mojito !, un abécédaire « drôle et décalé » sur la vie de mère de famille.
Son roman suivant, Tout est sous contrôle, raconte l'histoire d’Olympe McQueen, une mère célibataire qui se lance dans une carrière de détective privé. Sophie Henrionnet signe « une comédie policière hyper drôle » qui « mélange avec une parfaite maîtrise les codes de la chick-lit et de l’intrigue policière ».
En 2016 sort son premier ouvrage jeunesse, Il était deux ou trois fois, illustré par Mickaël El Fathi. Léon, un petit garçon, découvre une mystérieuse montre capable de l’envoyer dans le passé.
En janvier 2017 sort Céleste et la prophétie. Il s’agit du premier tome de Les mondes de l'arbre, une trilogie fantasy jeunesse illustrée par Benjamin Vanblancke. Céleste, une adolescente de 13 ans, et son petit frère Anatole, découvrent une porte mystérieuse dans le cabanon du jardin de leur nouvelle maison. En la franchissant, ils plongent dans l'univers fantastique des mondes de l’Arbre cosmique dont l’équilibre est menacé. Le deuxième tome, Céleste et la légende de Quercus est sorti en avril 2018.
Qui veut la peau d’Anna C. ?, est une comédie d’aventures parue en février 2017. ll relate les aventures d’une jeune femme qui se retrouve bien malgré elle plongée dans une histoire vieille de trente ans.
En septembre 2018 paraîtra Et puis Colette, une bande dessinée, illustrée par Mathou et scénarisée par Sophie Rouvier, aux éditions Delcourt.
Sophie Rouvier fait partie avec Isabelle Alexis, Tonie Behar, Adèle Bréau, Marianne Levy et Marie Vareille du Collectif d'auteures de comédies romantiques à la française qui publie depuis novembre 2017 des recueils de nouvelles chaque année.
Elle publie deux romans aux Editions du Rocher : Sur Les Balcons du Ciel en 2020 (sorti également au livre de poche en 2022) puis en 2021, Plus Immortelle Que Moi, un roman aux accents de thriller psychologique.
En 2022, elle signe avec les Éditions Fayard. Comme une Éclipse sort en mai 2022 (ainsi qu’au Livre De Poche en 2023). Il s’agit d’un roman choral dans lequel il est question d’une amitié au long cours.
En 2023, sort Et Puis La Foudre, on y suit la fin d’une histoire d’amour entre Paris, La Rochelle et New-York, aux editions Fayard.
En novembre de la même année elle co écrit le scénario de "La saison des monarques" avec Sophie Adriansen, le roman graphique est illustré par Mathou, aux éditions First.
En 2024, sort À peine plus loin que le soleil, aux editions Fayard, roman qui se passe en partie au pays Basque. Après avoir manqué de perdre la vie, Adèle, 30 ans, décide de quitter Paris pour se ressourcer. Direction Guéthary et les terres de son enfance, peuplées de fantômes, où elle n’a pas mis les pieds depuis plus de dix ans.

## Vie privée
Sophie Rouvier a exercé le métier de chirurgien-dentiste avant de devenir auteur. Mère de quatre enfants, elle tient également un blog d'illustration humoristique, Six in the city, axé autour de la vie familiale.
En 2022 elle reprend Rouvier, son nom de jeune fille, pour les romans à paraître aux éditions Fayard et aux éditions du Livre de Poche.

## Œuvres
- Drôle de karma !, Saint-Victor-d'Épine, City Editions, octobre 2014, 288 p. (ISBN 978-2-8246-0508-1, présentation en ligne)
- Vous prendrez bien un dessert ? : roman, Paris, Daphnis et Chloé, juillet 2015, 189 p. (ISBN 979-10-253-0046-6, présentation en ligne)
- M comme... Maman a bien mérité un petit mojito !, Paris, Leduc.s Editions, octobre 2015, 160 p. (ISBN 978-2-36704-107-0, présentation en ligne)
- Tout est sous contrôle : le tumultueux quotidien d'Olympe McQueen, Paris, Charleston Editions, mars 2016, 384 p. (ISBN 978-2-36812-092-7, présentation en ligne)
- Il était deux ou trois fois, Paris, Leduc.s Editions, mai 2016, 80 p. (ISBN 979-10-95174-24-0, présentation en ligne)
- Les Mondes de l'arbre : Céleste et la prophétie, Paris, Play Bac, janvier 2017, 257 p. (ISBN 978-2-8096-5768-5, présentation en ligne)
- Qui veut la peau d'Anna C ?, Saint-Victor-d'Épine, City Editions, février 2017, 247 p. (ISBN 978-2-8246-0907-2, présentation en ligne)
- Les Journées calamiteuses de Clémence, Paris, Play Bac, mai 2017, 224 p. (ISBN 978-2-8096-5769-2, présentation en ligne)
- Y aura-t-il trop de neige à Noël ? : nouvelles drôles et romantiques pour un Noël magique, Paris, Charleston Editions, novembre 2017, 288 p. (ISBN 978-2-36812-179-5, présentation en ligne)
- Les mondes de l'arbre : Céleste et la légende de Quercus, Paris, Play Bac, avril 2018, 275 p. (ISBN 978-2-8096-6196-5, présentation en ligne)
- Et puis Colette, Paris, Delcourt, septembre 2018, 208 p. (ISBN 978-2-413-01127-9, présentation en ligne)
- Les mondes de l'arbre : Céleste et les métamorphes, Paris, Play Bac, mars 2019, 320 p. (ISBN 978-2809665123)
- Sur les balcons du ciel, Paris, Éditions du Rocher, mars 2020, 208 p. (ISBN 978-2268103556, présentation en ligne)
- Plus immortelle que moi, Paris, Éditions du Rocher, mai 2021, 208 p. (ISBN 978-2268105451, présentation en ligne)

### Nouvelles au profit de #ProtègeTonSoignant
- Tonie Behar, Adèle Bréau, Sophie Henrionnet, Carine Pitocchi, Julien Rampin, Pascale Rault-Delmas, Clarisse Sabard, Laura Trompette, Marie Vareille, Isabelle Alexis, Emmène-moi, Éditions Charleston, 182p, 2020  (ISBN 978-2368125670)